# Vampire
«Vampire» es el primer sencillo del álbum Pecados eléctricos del grupo Glamour to kill. Fue editado el 30 de enero de 2006. La canción está cantada en español (estrofas) e inglés (estribillo) y cuenta con unas marcadas bases de música disco.
El CD maxisencillo incluye varias remezclas de “Vampire” y el tema inédito "The End". Las canciones incluidas en el sencillo en CD: 
1. «Vampire» (Álbum versión)
2. «Vampire» (Extended Mix)
3. «Vampire» (Karaoke Mix)
4. «The End» (inédito)

Vampire es una canción que originalmente fue compuesta por "Juan Tormento" para "Carmen Xtravaganza" (House of Xtravaganza from New York) según esta misma y que luego fue adaptada y grabada por "Glamour To Kill".
- Datos: Q6159453